# الحقيقة البشعة (فلم)
الحقيقة البشعة (بالإنجليزية: The Ugly Truth) فيلم رومانسي كوميدي أمريكي من إنتاج عام 2009، ومن بطولة كاثرين هيغل وجيرارد بتلر. أُطلق الفيلم في أمريكا الشمالية في 24 تموز (يوليو) 2009 وهو من إنتاج كولومبيا بيكتشرز.

## القصة
تعمل آبي (كاثرين هيغل) منتجة في أحد البرامج الصباحية في سكرامنتو، وتملك قائمة بالمواصفات التي يجب أن تتوافر في الرجل المثالي لها، لكنها لا تستطيع العثور على أي رجل يستوفي شروطها الأساسية.
وعندما يعاني برنامجها من انخفاض نسبة مشاهدته، يقوم مدير المحطة التي تعمل فيها بتعيين مقدم البرامج الساخر مايك تشادواي (جيرارد بتلر) الذي يحظى بشعبية كبيرة. وعلى الرغم من اختلافها مع مايك، فإنه يعرض عليها مساعدتها في التواصل مع جارها الجذاب الذي يستوفي شروط قائمة رجلها المثالي. لكن بعدما تبدأ آبي في مواعدة جارها الوسيم، يكتشف مايك وآبي أنهما يحبان بعضهما، فيطلب مايك من آبي أن تتخذ قراراً نهائياً بالاختيار بينهما.

## وصلات خارجية
- مقالات تستعمل روابط فنية بلا صلة مع ويكي بيانات